# Incendio del Colectiv
L'incendio del Colectiv è stato un incidente avvenuto nel nightclub Colectiv della capitale rumena, il 30 ottobre 2015. Tale evento ha causato la morte di 64 persone e il ferimento di altre 153. Le proteste nate nei giorni successivi alla strage hanno portato, il 4 novembre 2015, alle dimissioni del governo guidato da Victor Ponta.

## Cause
I testimoni hanno riferito che, durante l'esibizione del gruppo Goodbye to Gravity, è stato avviato uno spettacolo pirotecnico all'interno del locale, il quale ha portato all'avvio dell'incendio. Testimonianze oculari raccontano che il materiale fonico e di rivestimento (fatto principalmente di poliestere) situati intorno ad un pilastro si sono incendiati e rapidamente le fiamme hanno raggiunto il soffitto, il quale ha preso fuoco molto in fretta.
Le persone, prese dal panico, sono corse verso l'uscita. L'uscita e generalmente il sistema di sicurezza in caso di evacuazione del nightclub risultavano non a norma, motivo per il quale molte persone sono rimaste intrappolate dentro il locale.
Testimoni dicono che ''La gente era in fuga verso l'uscita e non avendo visto gli scalini, molti sono inciampati e sono caduti per terra; nel mezzo dell'evacuazione all'uscita c'erano un sovraffollamento che non permetteva l'uscita fluida''
Il sistema di sicurezza non a norma, causa principale della morte di 64 persone e del ferimento di altre 153, ha scatenato delle proteste il 3 novembre contro il "sistema corrotto romeno".

## Vittime
| Nazionalità | Numero di morti | Numero di feriti |
| ----------- | --------------- | ---------------- |
| Romania     | 62              | 150              |
| Turchia     | 1               |                  |
| Italia      | 1               |                  |
| Spagna      |                 | 1                |
| Germania    |                 | 1                |
| Paesi Bassi |                 | 1                |
| Totale      | 64              | 153              |

## Reazioni

### Proteste

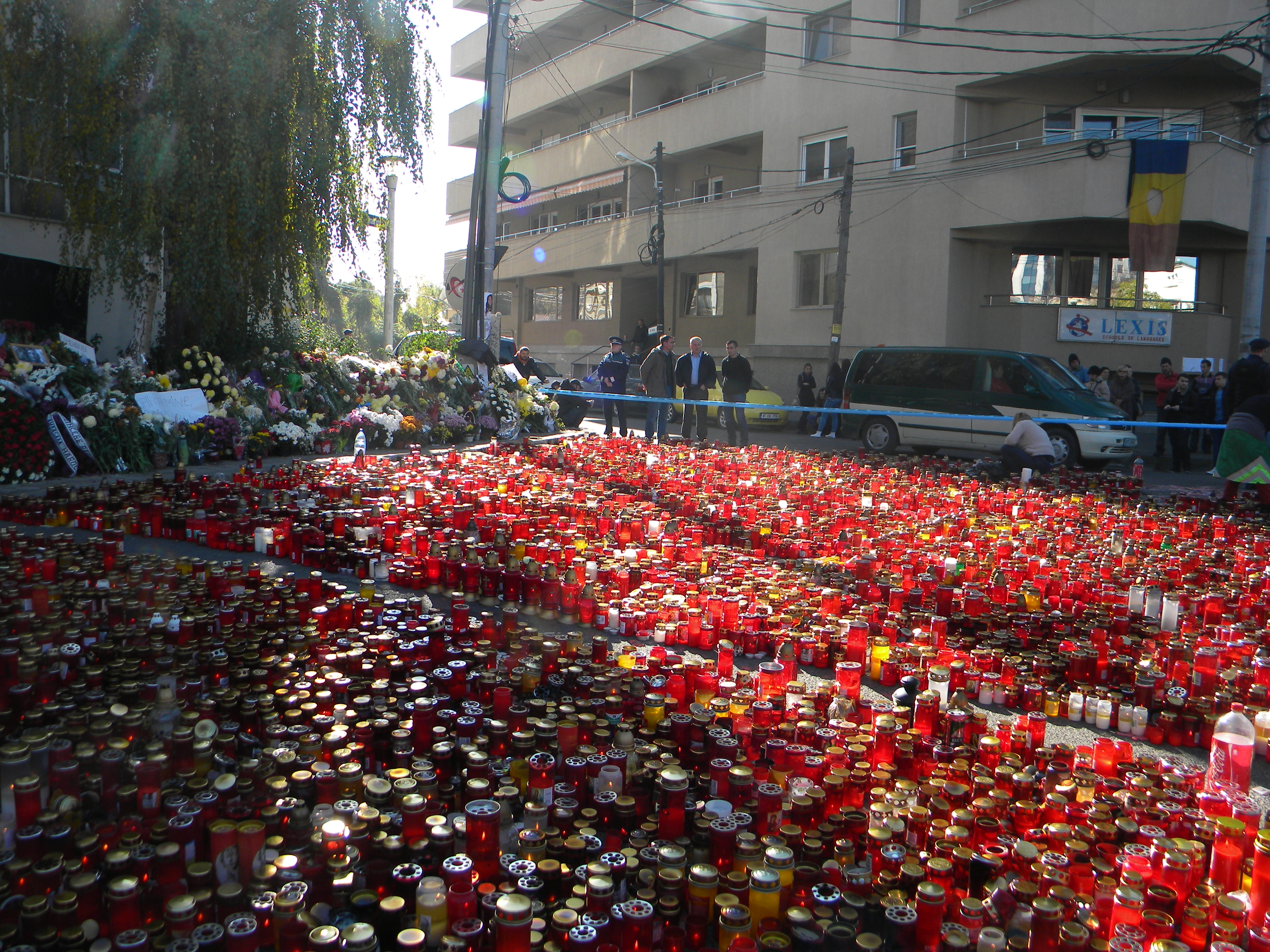
Fiori e candele per commemorare le vittime

Il 3 novembre 2015, una folla di circa 20.000 persone ha manifestato per le strade di Bucarest chiedendo le dimissioni del ministro dell'interno, del primo ministro e del sindaco. I manifestanti ritenevano tali politici responsabili di non promuovere i necessari controlli, in tali locali pubblici, volti a verificare l'effettivo rispetto della normativa sulla sicurezza.

### Reazioni in ambito politico
Il capo di Stato Klaus Iohannis ha affermato come questo sia il più grave incidente avvenuto nel Paese.
Il 4 novembre 2015 il primo ministro Victor Ponta ha annunciato le proprie dimissioni. Tale atto è avvenuto come conseguenza alle manifestazioni di piazza avvenute nei giorni successivi all'incendio. Il premier ha dichiarato di prendersi la responsabilità politica di quanto avvenuto e auspica che tale sua decisione possa portare tranquillità.
Anche Cristian Popescu Piedone, sindaco della municipalità in cui si è svolto l'incendio (Sector 4), si è dimesso.

## Nei media
Il fatto viene narrato nel documentario del 2019 Collective.